# Liste der Nummer-eins-Hits in den Niederlanden (1979)
Diese Liste enthält alle Nummer-eins-Hits in den Niederlanden im Jahr 1979. Es gab in diesem Jahr 18 Nummer-eins-Singles und elf Nummer-eins-Alben.
| Singles | Alben |
| --- | --- |
| - Meat Loaf – Paradise by the Dashboard Light - 3 Wochen (23. Dezember 1978 – 19. Januar 1979) - Village People – Y.M.C.A. - 3 Wochen (20. Januar – 9. Februar) - Peter Tosh – (You Gotta Walk and) Don’t Look Back - 3 Wochen (10. Februar – 2. März) - ABBA – Chiquitita - 1 Woche (3. März – 9. März) - The Pointer Sisters – Fire - 4 Wochen (10. März – 6. April) - Racey – Lay Your Love on Me - 2 Wochen (7. April – 20. April) - Village People – In the Navy - 1 Woche (21. April – 27. April) - Boney M. – Hooray! Hooray! It's a Holi-Holiday - 3 Wochen (28. April – 18. Mai) - Cheap Trick – I Want You to Want Me - 2 Wochen (19. Mai – 1. Juni) - Art Garfunkel – Bright Eyes - 5 Wochen (2. Juni – 6. Juli) - Peaches & Herb – Reunited - 1 Woche (7. Juli – 13. Juli) - The Shadows – Theme from The Deer Hunter (Cavatina) - 3 Wochen (14. Juli – 3. August) - Kiss – I Was Made for Lovin’ You - 4 Wochen (4. August – 31. August) - Julio Iglesias – Quiereme mucho - 5 Wochen (1. September – 5. Oktober) - The Wiz Stars – A Brand New Day - 4 Wochen (6. Oktober – 2. November) - Ellen Foley – We Belong to the Night - 3 Wochen (3. November – 23. November) - Queen – Crazy Little Thing Called Love - 3 Wochen (24. November – 14. Dezember) - Earth & Fire – Weekend - 3 Wochen (15. Dezember 1979 – 11. Januar 1980) | - Meat Loaf – Bat Out of Hell - 15 Wochen (2. Dezember 1978 – 16. März 1979) - Pointer Sisters – Energy - 1 Woche (17. März – 23. März) - Kayak – Phantom of the Night - 2 Wochen (24. März – 6. April) - Supertramp – Breakfast in America - 6 Wochen (7. April – 18. Mai) - ABBA – Voulez-Vous - 4 Wochen (19. Mai – 15. Juni, insgesamt 5 Wochen) - Art Garfunkel – Fate for Breakfast - 6 Wochen (16. Juni – 27. Juli) - Francis Goya & Helleniques – Souvenir van Griekenland - 2 Wochen (28. Juli – 10. August) - Kiss – Dynasty - 1 Woche (11. August – 17. August, insgesamt 2 Wochen) - ABBA – Voulez-Vous - 1 Woche (18. August – 24. August, insgesamt 5 Wochen) - Kiss – Dynasty - 1 Woche (25. August – 31. August, insgesamt 2 Wochen) - Julio Iglesias – Emociones - 8 Wochen (1. September – 26. Oktober) - The Police – Reggatta de Blanc - 8 Wochen (27. Oktober – 21. Dezember) - Pink Floyd – The Wall - 4 Wochen (22. Dezember 1979 – 18. Januar 1980, insgesamt 7 Wochen; → 1980) |